# Domokos
A Domokos férfinév a  Domonkos férfinév önállósult magyar változata.

## Rokon nevek
Domonkos, Dókus, Domán, Dominik (Domenico), Domos

## Gyakorisága
Az 1990-es években szórványos név, a 2000-es években nem szerepel a 100 leggyakoribb férfinév között.

## Névnapok
- március 9.[2]
- augusztus 4.[2]
- augusztus 8.[2]
- október 14.[2]

## Híres Domokosok
- „Domokos”, illetve „Domenico” utónevű személyek szócikkeinek listája a Wikidata alapján

## Egyéb Domokosok

### Települések
- Domokos, Dămăcușeni román település magyar neve, (Máramaros megyében)
- Domokos(wd) görög település, (Fthiótida, Közép-Görögország), az ókorban Thaumacus (Θαυμακός)
- Csíkszentdomokos, Sândominic román település magyar neve, (Hargita megyében)